# احمد ناصر رئیسی
احمد ناصر رئیسی (به انگلیسی: Ahmed Naser Al-Raisi) رئیس اینترپل است که قبلاً بازرس کل وزارت کشور امارات متحده عربی و فرمانده ارشد پلیس این کشور بود.
احمد ناصر رئیسی در سال ۱۹۸۰ به نیروی پلیس امارت پیوست و چند دهه در این سمت مشغول به کار بود.

## نقض حقوق بشر
احمد ناصر رئیسی در مه ۲۰۲۲ برای یک دوره چهار ساله به ریاست اینترپل رسید. انتخاب وی موجی از اعتراضات جهانی را برانگیخت. نزدیک به بیست سازمان بین‌المللی حقوق بشر از جمله دیده‌بان حقوق بشر در مخالفت با انتخاب او با اینترپل رایزنی کردند. به گفته آنها احمد ناصر رئیسی فرمانده بخشی از دستگاه امنیتی بود که منتقدان طرفدار صلح را هدف شکنجه قرار می‌داد. حقوق‌دانان مرکز حقوق بشر خلیج فارس، احمد ناصر رئیسی را مسئول اعمال شکنجه و وحشی‌گری بر احمد منصور معرفی کرد.
سه عضو پارلمان اروپا در نامه‌ای به اورزولا فن در لاین رئیس کمیسیون اروپا نسبت به تأثیرات انتصاب احمد ناصر رئیسی بر اینترپل هشدار دادند. به گفته آنها انتخاب رئیسی، این نهاد را بی‌اعتبار و بدنام کرده و به شدت توانایی این نهاد را درانجام ماموریتش کم خواهد کرد.
به نظر می‌آید احمد ناصر رئیسی تلاش دارد سیاست‌های اینترپل را تغییر دهد.

### گزینش
به‌گزارش خبرگزاری فرانسه امارات متحده عربی در سال ۲۰۱۷، ۵۴ میلیون دلار به اینترپل اهدا کرده بود. این مبلغ برابر مشارکت کل سازمان‌های ۱۹۵ کشور عضو بوده است که در سال ۲۰۲۰ نزدیک به ۶۸ میلیون دلار بود.
اینترپل در بیانیه‌ای گفته که احمد ناصر رئیسی پس از سه دور رای‌گیری توانست ۶۸/۹٪ رای کشورهای عضو را بدست آورد. و تنها سارکا هاوران‌کووا، یک افسر باسابقه ارتش جمهوری چک که بر همکاری‌های بین‌المللی این کشور در امور مربوط به پلیس نظارت می‌کند با انتخاب رئیسی برای ریاست اینترپل مخالفت کرد.

### دفاعیات
احمد ناصر رئیسی همه اتهام‌ها را رد کرده است. همچنین انور قرقاش وزیر خارجه پیشین امارت متحده عربی انتخاب رئیسی را گواهی بر دستاوردها و کارآمدی در زمینه‌های اعمال قانون و امنیت دانست.